# 와돌디
와돌디 (작품에 따라서는 와돌디 )는 게임 소프트 「 별의 커비 시리즈 」에 등장하는 가상의 캐릭터 .
와돌디의 파생 캐릭터인 와돌드도 본 항에서 기술한다.

## 와도르두
별의 커비 시리즈에 있어서 초대 「 별의 커비 」로부터 등장하고 있는 캐릭터. 주인공의 커비 이외에서는 유일한 시리즈 전근 캐릭터이다. 영어 로는 " Waddle Dee "라고 표기한다. 이름에 포함된 Waddle 은 「요치요치 걷다」라는 의미이며, 이름의 유래가 되고 있다 . 체형은 커비 와 같고, 꽤 둥글다. 체색은, 얼굴의 부분이 피부색, 그 이외가 빨강(색 차이도 존재한다)로 다리가 황색(피부색이나 갈색, 오렌지의 경우도)이라고 하는 것이 기본. 일부 만화에서는 그 외모나 색깔부터 ' 원숭이 '라고 불리기도 했다.
기본적으로 적 캐릭터 중에서는 최약을 자랑한다. 인축 무해하고, 기본적으로 걷고 있을 뿐이다. 그 중에는 점프하거나 대시로 쫓아 오는 종류도 있다. 다만 「 별의 커비 슈퍼 디럭스 」나 「 별의 커비 울트라 슈퍼 디럭스」의 헬퍼, 「 별의 커비 64 」, 「 모사의 커비 」에 등장하는 것 이외에서는, 옆에서 만지거나, 짓밟는 등 하면 데미지를 받는다, 그와 함께 적측에 체력 게이지가 없는 작품에서는 그대로 사라지고, 체력 게이지가 있는 작품에서는 몇번인가 접촉하면 사라진다(단, 「 코로코로커비 」에서는 장애물로서의 역할로부터인가, 접촉해도 사라지지 않기 때문에, 튀어 올려 아이템으로 변화시키는 것으로밖에 쓰러뜨릴 수 없다).
다만, 무기의 취급에는 길고, 파라솔이나, 트로코 등을 사용하고 있는 사람도 많다. 『 별의 커비 3 』에서는 누라프라는 멧돼지 위에 타고 있던 것도 있고, 리본과 같은 것을 붙이고 있는 사람도 확인할 수 있는 점에서 성별이 있다고 추측할 수 있다. 『 별의 커비 슈퍼 디럭스 』에서 헬퍼가 된 사람은, 파라솔을 무기에 매우 높은 공격력을 발휘한다. 또, 이 게임의 모드 「격투왕에의 길」에서 왠지 보스 캐릭터에 섞여 단체로 등장해(후술), 「별의 커비 울트라 슈퍼 디럭스 」의 추가 스테이지에서는, 장창을 내걸어 커비에 습격한다.
커비계의 게임이나 애니메이션에 총 출연하고 있을 뿐 아니라, 「 대난투 스매쉬 브라더스 시리즈 」에도 등장하고 있다. 「 스매시 브라더스 DX 」에서는 「피겨 명감(닌텐도의 캐릭터 도감)」만의 등장이지만, 「 스매시 브라더스 X 」에서는 그 외에 데데데 대왕의 등장시에 데데데를 담당하는 역, 데데데의 횡필살 워자인 「와돌디 던지기"와 마지막 자르기"와돌디 군단", 같은 게임 내의 어드벤처 파트 '아공의 사자'에서는 루이지를 겁먹게 하거나(당의 그들은 단지 걷고 있을 뿐), 데데데 대왕이 와리오 로부터 피규어화 한 캐릭터를 강탈할 때 대거 해 와리오를 둘러싸고 발걸음을 먹이는 등 차례가 많다.
25주년 공식 사이트상에서는 커비, 메타나이트, 데데데 대왕과 같이 대표 캐릭터로서 소개되고 있으며, 이 기념 이벤트 관련에서는 리포터를 맡는다.
2018 년 만우절의 재료로 "별의 와돌디 25 주년"이라는 웹 사이트가 만들어져 " 별의 커비 스타 얼라이즈 "가 아닌 "별의 와돌디 스타 얼라이즈"와 " 커비 배틀 디럭스! '그렇지 않은 '와돌디 배틀 디럭스! 」가 소개되었다(에이프릴 후르의 재료이므로 실제로 발매될 예정은 없다).

## 파생 캐릭터
「슈퍼 디럭스」의 「메타나이트의 역습」에서는, 전함 할버드 의 브릿지 요원으로서도 등장. 수병 같은 모자를 입고 있다. 다른 멤버들과 비교하면 삼키고 천연적인 성격이지만, 때로는 공략에 도움이 되는 것을 드러낸다. 마지막 마지막(커비와 메타나이트의 직접 대결시)까지 선내에 남아 있었지만, 그 후의 묘사는 이루어지지 않았다. 또, 「격돌! 음식 레이스」에서는 레이스의 심판원으로서 등장하고 있다.
「 커비의 반짝반짝 」에서는 통신 대전 시에, 2P용의 캐릭터로서 등장한다.
「별의 커비 64」에서는 커비의 동료 캐릭터의 1명이 되어, 모험의 앞서서 도움을 준다. 소유 전의 용이함을 살려, 트로코를 시작해, 리프트 나 썰매 등, 이동면에서 협력한다. 때로는 귀여운 일면도 보여준다. 무비의 타이틀로부터, 1인칭은 「오이라」, 입버릇은 「스스」라고 읽을 수 있다. 다만 공식 사이트에서는 1인칭이 「나」로 되어 있어, 온화하고 어른스러운 말투로 되어 있다 .
" 터치! 커비 에서는 커비 로 한 번 게임을 클리어하면 '와돌 디볼'로 커비를 대체하는 플레이어 캐릭터로 조작 가능하게 된다. 커비에 비해 꽤 튀어 이동하는 것이 특징.
「 별의 커비 디스커버리 」에서는 「64」와 같이 커비의 아군으로서 복수 등장한다. 처음에는 '비스트 군단'에 의해 각 스테이지 내에 사로잡혀 있으며, 구출함으로써 '와돌디의 마을'을 거점으로 마을을 발전시키면서 커비를 도와주게 된다.
와돌디의 파생 캐릭터 중에서는 등장 횟수가 많아 커비의 파트너 같은 역할을 획득하고 있다. 또 애니메이션판이나 「별의 커비 64」의 와돌디와 달리 말을 발할 수 있어 1인칭도 「나」이다. 첫 등장 이래 대부분의 작품에 뭔가 형태로 등장하고 있으며, 준레귤러와 같은 입장이 되고 있다. 주인인 데데데 대왕보다 활약하는 작품도 많은 한편, 『배틀 디럭스! 』 이외의 작품에서는 데데데 대왕이나 메타나이트와 달리 스토리에 얽힌 것은 전무이며 게임 본편 내에서는 커비와의 인간 관계는 밝혀지지 않았다.
초출은 『울트라 슈퍼 디럭스』로, 앞에서 설명한 「와돌디(보스)」가 푸른 두건을 쓰고 있다(단 명의는 와돌디인 채). 그 외, 추가 모드의 「대왕의 역습」에도 등장. 하단 창에서 데데데 대왕과 대화하고 있거나 마지막 '마스크도 데데데'와의 대결로 배경과 에필로그 무비에서 등장하고 있다. 동 모드의 스테이지 5 후반과 「격투왕에의 길」에서는 중보스 취급으로 등장하지만, 내구력은 통상의 와돌디보다 높은 반면, 공격다운 공격을 일절 걸어 오지 않기 때문에 매우 약하다.
『 별의 커비 Wii 』『 별의 커비 Wii 디럭스 』에서는 데데데 대왕 메타나이트와 함께 커비와 공투한다. 또한 멀티 플레이시의 플레이어 캐릭터로도 사용 가능. 무기는 창으로 외모는 머리에 푸른 반다나를 붙인 상태의 와돌디(후술하지만 '울트라 슈퍼 디럭스'에서는 반다나 와돌디라고 표기하고 있다). 마찬가지로 동료 캐릭터였던 「64」에서는 잡어 적으로서의 와돌디는 등장하지 않았지만, 이번 작품에서는 잡어 적으로서의 와돌디도 등장한다. 이 작품에서의 플레이어 캐릭터 4명 중에서는 상당한 테크니컬계로 기술은 이번 작품에서 신설된 카피 능력 「스피어」를 베이스로 하고 있다. 날 때는 와돌디는 커비나 데데데 대왕처럼 호버링할 수 없고 메타나이트처럼 날개도 가지지 않기 때문에 창을 헬리콥터처럼 돌려 날고 있다.
그 후, '집어라! 커비에서 미니 게임 '공중 탐험대 EOS'의 메타나이트전에서 배경에 위의 선원 와돌디와 함께 재등장한다.
" 터치! 커비 슈퍼 레인보우 에서는 크레이시아에 의해 팝스타의 색이 빼앗겨 움직일 수 없었던 곳을 커비와 함께 엘린에게 구해져 팝스타의 색을 되찾기 위해 커비와 공투한다. 멀티 플레이시 2P 이후의 플레이어 캐릭터로 사용 가능. 『Wii』와 마찬가지로 머리에 두건을 감아 창을 무기로 한다. 또, 「64」와 마찬가지로 이번 작품에서는 잡어 적으로서의 와돌디는 등장하지 않는다. 커비와는 달리 구르지 않고 자신의 다리로 이동하는 것 외에 오프닝으로 엘린을 쫓아 온 그래버를 창으로 격퇴한 것으로부터, 커비에서는 격퇴할 수 없는 그래버를 격퇴할 수 있는 유일한 존재가 되고 있다.
"배틀 디럭스! 』에서는 스토리 모드의 커비 파트너를 맡는다. 능력은 파라솔을 베이스로 한 성능이 되고 있다. 또 공식 전달된 '필승법 영상'에서는 수지의 어시스턴트로서 배틀 경기의 필승법을 해설하고 있다. 성우는 사이토 아야카 .
『20주년 스페셜 컬렉션』에서는 OP와 ED에 등장. '트리플 디럭스' '로보보플래닛'에서는 어시스트 캐릭터로 등장한다.
「스타 얼라이즈」에서는 드림 프렌즈의 1명으로서 등장. 능력은 스피어.
「디스커버리」에서는 멀티 플레이시의 2P 플레이어 캐릭터로서 사용 가능. 능력은 스피어.
어떤 만화에서는 눈 밑에 입이 있다.
관련은 불분명하지만, '슈퍼 디럭스' 시점부터 존재하는 미니 게임 '바로 메가톤 펀치'에서도 대전 상대로서 같은 모습의 와돌디가 등장하고 있다.

## 와도르두
와돌디와 마찬가지로 별의 커비 시리즈의 최초로 등장한 잡어 캐릭터. 영어로는 " Waddle Doo "라고 표기한다.
애니메이션판의 와돌드에 대해서는 후술의 「애니메이션판에서의 와돌드」의 항을 참조. 얼굴의 부분은 대부분이 거대한 눈에 차지되고 있어 피부색의 부분은 없고, 체색은 빨강(색 차이도 존재한다)로 다리는 황색(초기는 녹색으로, 피부색이나 오렌지, 보라색의 경우도 )라는 것이 기본. 머리에 2개(초기는 3개)의 털이 나고 있는 것이 특징.
성격은 와돌디에 비해 공격적이며 커비를 발견하면 적극적으로 눈에서 빔을 발사해 오는 것 외에 파라솔을 가지고 있는 사람도 있다. 공격당하면 눈물을 흘린다. 흡입하면 "빔"을 복사할 수 있다. 시리즈에서 처음 등장하는 능력을 가진 적이 이 와돌드이다.
『 별의 커비 64 』에서는, 다크 리물에 탈취된 와돌디가 닮은 모습이 되어 있지만, 빔은 발하지 않는다. 또 ' 대난투 스매쉬 브라더스X '에서 데데데의 횡필살 워자인 '와돌디 던지기'와 마지막 자르기 '와돌디 군단'에서 빔을 발하는 와돌두가 가끔 출현하는 일이 있다.
" 터치! 커비 」에서는 와도르두볼로도 등장해, 플레이어 캐릭터로서 사용 가능. 포즈시에 보이는 캐릭터 설명에서는 「 드디어 등장 드 대장! '라고 기술되어 있다('드디어 등장'이란 것은 게임 중에는 닌텐도 DS의 더블 슬롯 기능을 사용하지 않는 한 다른 캐릭터 볼 4명이 게임 클리어하지 않으면 사용할 수 없기 때문). 또, 와돌드볼의 컬러링은 애니메이션판의 것(오렌지색)을 의식하고 있어, 클리어 후에 보이는 무비에서는 감시 행위를 하고 있다. '별의 커비 Wii'와 '로보보플래닛'에서는 중보스로서 대형 와돌드인 킹스두가 등장한다.
" 터치! 커비 」에서는 와도르두볼로도 등장해, 플레이어 캐릭터로서 사용 가능. 포즈시에 보이는 캐릭터 설명에서는 「 드디어 등장 드 대장! '라고 기술되어 있다('드디어 등장'이란 것은 게임 중에는 닌텐도 DS의 더블 슬롯 기능을 사용하지 않는 한 다른 캐릭터 볼 4명이 게임 클리어하지 않으면 사용할 수 없기 때문). 또, 와돌드볼의 컬러링은 애니메이션판의 것(오렌지색)을 의식하고 있어, 클리어 후에 보이는 무비에서는 감시 행위를 하고 있다. '별의 커비 Wii'와 '로보보플래닛'에서는 중보스로서 대형 와돌드인 킹스두가 등장한다.

## 파생 캐릭
파라솔 와돌디(Parasol Waddle Dee)
우산(파라솔)을 가진 와돌디. 특히 공격은 하지 않는다. 고위치에서 천천히 하강하여 착지한 순간에 파라솔을 놓아 버린다(『슈퍼 디럭스』에서는 놓지 않고 그대로 걸어내거나, 『거울의 대미궁』에서는 착지하면 그 자리에서 발을 디디고 있다). 복사하면 파라솔이 된다. 「슈퍼 디럭스」에 있어서는 「파라솔」의 헬퍼로서 조작 가능.
파라솔 와돌드(Parasol Waddle Doo)
파라솔 와돌디와 동일. 복사하면 파라솔이됩니다. 손을 떼는 등으로 파라솔을 잃은 경우는 빔을 복사 가능.
와돌디(보스)
「슈퍼 디럭스」 「울트라 슈퍼 디럭스」의 「격투왕에의 길」과 「거울의 대미궁」의 「승리 보스 배틀」로 나오는 방어력이 매우 높은 와돌디. 단, 움직이지 않고 그 자리에서 발을 디디고 있는 상태(『거울의 대미궁』『울트라 슈퍼 디럭스』에서는 보통의 와돌디와 같이 걷는다). 게다가 흡입하면 한 번에 쓰러뜨린 일이 되는 등과 커비 시리즈 사상 최약이라고도 할 수 있는 보스 캐릭터. 그러나 접촉 데미지가 크기 때문에 흡입 이외에는 의외로 성가신 캐릭터이기도 하다. '울트라 슈퍼 디럭스'의 것은 외모가 후술하는 반다나 와돌디가 되고 있지만, 명의는 '와돌디' 그대로이다.
와돌디의 그림
페인트 롤러에 의해 그려진 와돌디의 그림이 움직이기 시작한 것. 실물보다 다소 빠르게 이동하지만 역시 능력은 없다.
와포드(Wapod)
『3』『Wii』『Wii 디럭스』로 등장. 와돌디의 유령 같은 캐릭터. 항아리에서 무한히 나오지만 전혀 움직이지 않기 때문에 본가 와돌디보다 약하다. 항아리를 부수면 부활하지 않게 된다.
Ensette
『64』에 있어서, 와돌디의 대역으로서 등장한 스카 캐릭터. 그렇다고는 해도, 와돌디가 각 게임의 많은 레벨에서 널리 등장하는 것에 비해, 이쪽은 게임 초반과 최종반의 스테이지 밖에 없다. 천천히 걷고 있거나 전혀 움직이지 않거나 드물게 점프한다. 체형은 와돌디 이상으로 둥글다. 후두부의 2개의 모서리가 특징. 체색은 회색.
데카에누젯
『64』에서 등장. 일단, 중보스(동 게임의 부름명에서는 룸 가더)이지만, 아무것도 해오지 않기 때문에 간단하게 쓰러뜨릴 수 있다.
빅 와돌디(Big Waddle Dee)
높이, 폭 모두 2배 정도의 거대한 와돌디. 흡입하기 어렵고, 공기탄이나 슬라이딩은 효과가 없다.
미니(Minny)
와돌디를 닮은 캐릭터이지만 다리는 몸 밑에 있어 몸이 길게 하반신을 끌고 있는 것처럼 보인다. 매우 작고, 흡입하면 "미니맘"을 복사할 수 있다.
트로코 와돌디
「에어라이드」로 등장. 트로코를 타고 에어라이드 코스를 달리는 와돌디. 2대 연결되어 있을 때도 있다.
민들레 와도디
「터치! 커비」로 등장. 민들레의 솜털에 잡히고 천천히 떨어지는 와돌디. 민들레를 만지면 데미지를 받는다. 솜털을 터치하면 부서져 와들디 본체는 착지한다.
야리와 돌디(Spear Waddle Dee)
「터치!커비」와 「울트라 슈퍼 디럭스」의 「대왕의 역습」, 「모사의 커비」에 등장하는 창을 가진 와돌디. 와돌디로는 공격적이고 창을 던져 공격해 온다(후자의 2작품에서는 찌르고 공격). 애니메이션판의 영향을 받아 등장한 캐릭터와도 잡힌다.
골든 와들디(Gold Waddle Dee)
『참상! 드롯체단』에 등장하는 그 이름대로 금빛 몸의 와돌디. 스텝내를 침착하게 주행하고 있어, 놓아두면 대개 가케에 떨어져 버린다. 쓰러뜨리면 보물상자를 낸다. 덧붙여 이 와돌디를 쓰러뜨리려면 스텝내의 장치를 잘 이용해 유도하는 퍼즐적인 테크닉이 필요하다. 『매워! 커비』에도 1장만 등장. 보물 상자 등은 떨어지지 않지만, 미션 대상이 되고 있다.
파라솔 야리와 돌디
「울트라 슈퍼 디럭스」의 「대왕의 역습」에 등장. 앞서 언급한 '파라솔와돌디'와 '야리와돌디'의 특성을 겸비하고 있다.
콕 와들디
「울트라 슈퍼 디럭스」의 「맛집 레이스」의 개요 설명으로 등장. 음식을 만들어 컨베이어에 올려놓고 있다.
크래커 와돌디
『슈퍼 디럭스』 『울트라 슈퍼 디럭스』의 「맛집 레이스」로 등장. 숫자가 쓰여진 간판에서 카운트다운을 한 뒤 크래커를 울려 스타트 신호를 낸다. 또한 크래커 와돌디는 공식 이름이 아니며 이름은 밝혀지지 않았다.
와들디 (타이틀)
'울트라 슈퍼 디럭스'로 DS의 소프트를 선택하는 화면에서 소프트의 이름 옆(DSi/LL은 아래)에 나오는 그림에 커비와 함께 찍혀 있다.
와돌디
'울트라 슈퍼 디럭스'의 데이터를 선택하는 화면에서 데이터를 선택한 후 나오는 플레이 인원수를 선택할 때의 '둘이서 비누' 쪽의 그림에 찍혀 있다. DS다운 것들을 가지고 있다.
또, 마찬가지로 데이터 선택 화면에서, 「2명은 느낌」을 선택하면, DS다운 것을 가진 와돌디가 등장한다.
유미와돌디(Bow Waddle Dee)
「모사의 커비」로 등장. 실제로는 아미보 아모레에 의해 만들어진 와돌디이다.
푸센 와돌디(Balloon Waddle Dee)
「모사의 커비」로 등장. 유미와돌디와 마찬가지로 진짜 와돌디가 아니다.
블록 와돌디
『털실의 커비』 『매워! 커비』로 등장. 전자는 블록을 맡아 다른 와들디에게 던져 준다. 후자는 블록을 쓴 거대한 와돌디로, 중보스로서 위에서 블록을 내려 공격해 온다.
박당 와돌디
『털실의 커비』 『매워! 커비』로 등장. 위력이 높은 폭탄을 던져 온다. 스테이지의 배경에서 공격해 오는 경우도 있어, 그 경우는 일단 끌어내려야 한다. 그 밖에도, 야자수에 올라 사과나 야자 열매를 던져 오거나, 눈의 무대에서 나무 위에서 눈덩이를 던져 오는 와돌디(명칭 불명)도 존재한다. 이번 작품의 와돌디는 드물게 중반 이후 밖에 등장하지 않고, 단지 걷고 있을 뿐의 와돌디도 전혀 없다.
퍼펫 와돌디
『Wii』『Wii 디럭스』로 등장. 빅 와돌디를 본뜬 이음새 투성이의 인형을 입은 3체의 와돌디. 일정한 데미지를 주면 인형이 부서져 안에서 3체의 와돌디가 튀어나온다.
아머 와돌디
『Wii』『Wii 디럭스』로 등장. 상기의 퍼펫 와돌디의 발전형으로, 3체의 와돌디가 조종하는 로봇. 퍼펫 와들디와 마찬가지로 어느 정도 공격을 가하면 외장이 망가져 안에서 3장의 와돌디가 튀어나온다.
킹스두(King Doo)
『Wii』『로보보플래닛』『Wii 디럭스』로 등장. 와돌두를 그대로 크게 한 가운데 보스로 노란 몸에 긴 앞머리가 특징. "로보보플래닛"의 개체는 머리에 기계가 부착되어 있다. 와돌드처럼 빔을 내고 오는 것 외에 몸매도 온다. 또, 공중에 정지해 빔을 회전시키면서 방출하는 경우도 있다. 'Wii'의 엑스트라 모드로 등장하는 킹스두EX와 '로보보플래닛'의 엑스트라 스테이지와 '메타나이트에서 고리턴즈'에 등장하는 Re:킹스두는 몸이 백색이 된다.
원키(Key Dee)
『Wii』『Wii 디럭스』로 등장. 골든 와돌디 같은 모습을 한 원숭이. 캐리 키를 가지고 있는 경우가 많아, 스텝내를 도망친다. 쓰러뜨리면 캐리 키를 탈환 가능. 덧붙여 원키를 쓰러뜨리려면 스텝내의 장치를 이용하여 유도하거나 원키보다 먼저 돌리는 테크닉이 필요하다.
할칸도르디(Halcandra Waddle Dee)
『Wii』『Wii 디럭스』로 등장. 할칸드라에 서식하는 와돌디. 천천히 걸어오거나 전혀 움직이지 않거나 한다. 일부 개체는 작은 방에 있는 경우가 많다.
파라솔 할칸돌디
『Wii』『Wii 디럭스』로 등장. 우산을 가진 할칸 돌디. 파라솔 와도르디나 파라솔 와도르두처럼 고위치에서 천천히 내려온다. 파라솔을 복사 가능.
아머 할칸돌디
『Wii』『Wii 디럭스』로 등장. 위의 아머 와돌디의 할칸드라판으로, 3체의 할칸돌디가 조종한다. 아머와돌디와 마찬가지로 일정한 공격을 가하면 외장이 망가져 안에서 3체의 할칸돌디가 튀어나온다.
그란디
「트리플 디럭스」로 등장. 원숭이와 같은 외관의 대형 와돌디.
섹터디(Sectra Dee)
「트리플 디럭스」로 등장. 섹토니아의 수하이며 가면라이더와 같은 얼굴을 하고 있다. 행동 패턴은 와들디와 거의 같습니다.
터프니스 와돌디(Tough Waddle Dee)
「트리플 디럭스」로 등장. 금속 같은 몸을 가진 와돌디로, 몇번 공격해도 절대로 쓰러뜨릴 수 없다(흡입도 불가). 또한 접촉해도 손상을 입지 않습니다.
여기에 표시된 것은 일부입니다.

## 만화판에서 와돌디와 와돌두
애니메이션판 「 별의 커비 」에서는, 와돌디는 데데데성 중에서 가장 하급의 집으로 등장한다. 매우 인원수가 많아(제47화에서는 적어도 1580명 이상, 제68화에서는 2000명), 외모뿐만 아니라 성격이나 운세까지 전원이 완전히 같다. 그 때문에, 본인들과 사령관의 와돌드 대장조차 개체의 식별을 할 수 없는 것 같다. 평소에는 무표정이지만 희로애락은 실은 풍부하다. 인어를 말할 수는 없지만, 감정 표현을 드러낼 때는 효과음이 울리고, 와돌디끼리에서는 「와냐와냐」라고 하는 독특한 언어로 대화한다(제74화 등). 그러나 제38화에서는 데데데가 억지로 비합법도서로 지정한 원작자 로린의 소설 「파피・포티」를 모두 불태웠을 때는 「데데데~♪」라고 소리내어 노래해 드물게 인어로 말한 모습을 보였다.
옛날 집단에서 바다를 넘어 푸프 프란드에 나타나 일숙 한밥의 은의를 준 데 데데 대왕의 집이 된다. 충성은 어디까지나 은의의 대가이기 때문에 식사를 빼면 충의심을 잃고 반란을 일으킨다. 기용으로 대부분의 것은 무엇이든 할 수 있으므로 경비, 조리, 채널 DDD의 스탭, 소방, 세탁, 건축 작업 등 성의 관리 전반을 맡고 있다. 데데데의 몸을 돌보는 일이나 그 고안의 대규모 악숙함·이벤트 스태프 등으로 밀려나는 일도 많다. 한편 실은 큰 일을 좋아해서 데데데에게 자신들이 상품으로 팔리게 되었을 때도 강이 가지고 있던 빗자루를 스스로 빼앗아 청소하거나, 거주자들에게 부탁받은 잡무에 일절 거절하지 않고 무엇이든 해내고 있어, 데데데에도 자신들을 상품으로서 판매에 나와도 일절 불만을 안지 않고 충실하게 움직였다. 이때 와돌디 최초의 구매자인 렌 촌장으로부터 차의 운전을 부탁받은 것으로 운전도 할 수 있는 것이 판명되었다. 게다가 제71화에서는 배의 조종도 할 수 있는 일도 판명되었다. 덧붙여 데데데에게 상품으로서 취급된 비인간적인 행위를 되어도 일절 거절하지 않았던 이유는 와돌드 웬 "이녀석은 충의자로 해, 거꾸로 하지 않습니다"라고 하는 것. 또, 상당한 힘이 있고, 꽤 무거운 것들이나 거대한 짐을 몇명~수십명만으로 운반하고 있다.
게임처럼 입은 없지만 얼굴의 중앙 피부에서 음식을 흡입하여 식사를 먹는다. 제92화에서는 전용의 대식당에 집합해 정진 요리를 먹고 있었다. 에스카르곤의 계산에 의하면, 푸프 프란드에 있어서, 와돌디 전원의 1식 식사비는 9980만 데덴이며, 1인분에서도 데데데 대왕의 5배이다(제92화. 그때 데데데 대왕의 식사는 컵라면 이었다).
데데데 대왕의 집 오면서 커비에 대한 적의는 전무이며, 제92화에서 와돌디용의 식당에 커비가 혼잡해도 일절 신경쓰지 않고 식사를 함께 하고 있다. 또 제21화에서 로나 공주가 휴가로 푸프 프란드에 방문하게 되었을 때는 식량과 소지품을 옮기는 도중에 커비가 수박을 옮겨 혼잡해도 일절 신경쓰지 않았다. 제47화에서 커비와 공투해 마수를 쓰러뜨린 적도 있다. 동화 라스트로 게임판의 커비가 스테이지 클리어시에 실시하는 것과 같은 춤을 그와 함께 춤추었다.
기본적으로는 옆역이지만 방송 당시 시청자로부터의 인기는 높고, 공식 사이트에서의 캐릭터 인기 투표로 제1위에 빛나기 때문에, 이후 와돌디들이 메인이 되는 회가 만들어지게 되었다.

### 애니메이션 버전의 와들 두
성우: 칸자키 치로 (제6화)→ 고마쓰 리가 (제12, 28-29화)→ 미즈타니 유코 (제26, 33-100화)
데데데 대왕의 가래이며, 와돌디를 정리하는 사령관. 작중에서는 ' 와돌드 대장 '으로 불리고 있다. 셀 수 없을 정도로 많은 와돌디들과는 대조적으로 성에는 한 명밖에 없다. 본인 왈 "자신과 와돌디는 다른 종족"(제47화). 게임과 달리 커비가 와돌드를 빨아들이고 빔 커비가 되는 일은 없다. 또, 와돌드 자신도 빔 능력을 가지지 않고, 싸울 때는 허리에 내리고 있는 검을 사용한다. 데데데의 핀치를 알면 많은 와돌디와 함께 데데데의 구출을 향하는 과감한 성격으로, 와돌디도 와돌두가 말하는대로 바로 움직이고 데데데의 구출로 향하는 등, 와돌디로부터의 인망은 매우 두껍다.
데데데에게 절대적 충성을 맹세하고 있고, 데데데의 부정에 가담하는 일도 있다 . 하지만 실은 데데데와 에스카르곤과 달리 뿌리는 선량하고 커비나 흄에 뽀뿌빌리지의 주민들과도 일체 모습을 보이지 않고 보통으로 접하고 있다.
어학에 뛰어나고, 인어 외에 와돌디의 언어를 말할 수 있다. 제48화에서는 외국에서 온 관광객의 통역을 담당. 또한 와돌디와 마찬가지로 운전이 가능하며 에스카르곤 대신 데데데 운전사를 맡는 장면도 볼 수 있다. 한편 숫자에는 약하고, 와돌디의 수를 10명까지 밖에 세지 않는다(제47화). 제83화에서는 초등학교에 입학. 입은 없지만, 커틀릿 샌드를 먹고 있는 것으로부터 와돌디와 같이, 얼굴의 피부로부터 음식을 흡입해 식사를 섭취하고 있는 모양.

## 만화 버전의 와돌디와 와돌드
별의 커비 (사쿠마 료코 버전)
와돌디는  양귀비 형제 주니어와 함께 데데데 대왕의 부하로 등장. 전혀 말하지 않고, 커비와는 사이좋다. 와돌두는 보통 푸프 프란드의 거주자로 등장하고 있다.
별의 커비 데데데에서 푸푸프한 것들이
둘 다 푸프 플랜드의 거주자로 등장하고 있다.
별의 커비 푸프 플랜드의 동료들
와돌디는 블룸 해터와 캐피, 스카피와 함께 커비의 친구로 등장. 커비의 친구 4명 중에서 가장 상식인. 와돌두는 보통 푸프 프란드의 거주자로 등장하고 있다.
별의 커비 커비 & 데데데의 푸푸프 일기
와돌디는 보통 푸프 프란드의 거주자나 데데데 대왕의 부하 겸 와돌디들의 리더격 파라솔 와돌디로 등장하고 있다. 와도르두는 푸프 프란드의 거주자 외에 도넛 가게의 소유자로 등장하고 있다.
[[별의 커비!
둘 다 푸프 플랜드의 거주자로 등장하고 있다.
별의 커비 푸푸 히어로
와돌디는 데데데 대왕의 병사로 등장하고 있다. 와돌드는 포피 브로스 주니어와 함께 데데데 대왕의 부하로 등장하고 있으며, 더욱 와돌디들의 대장이 되고 있다.

## 참신 버전
카도카와 츠바사 문고의 소설판에서 커비의 가장 친한 친구로 등장하고 있다. 데데데 대왕의 부하이기 때문에 커비와의 관계는 비밀이라는 것을 하고 있다. 친구 생각. 데데데 대왕을 존경하고 있다. 온화하고 우정을 소중히 여기는 친절한 성격이며, 그러므로 데데데 대왕과 커비 사이에서 판가위가 되는 고생인이다. 『별의 커비 스타얼라이즈 프렌즈 대모험!!편』에서 싸우도록. 요리 잘.